# Haliclona lacazei
Haliclona lacazei är en svampdjursart som först beskrevs av Topsent 1893.  Haliclona lacazei ingår i släktet Haliclona och familjen Chalinidae. Inga underarter finns listade i Catalogue of Life.